# Destiny Church
Destiny Church is een apostolische en charismatische kerkelijke organisatie in de stad Groningen die bestaat sinds 1993. De organisatie is verbonden met verscheidene andere kerken, vooral met soortgelijke kerken in Zuid-Amerika.

## Ontstaan

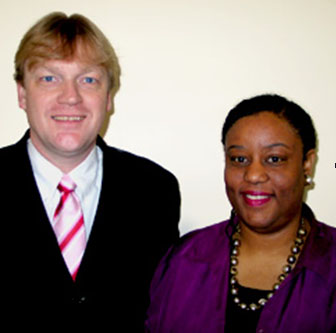
Johan en Tessa Proost

Destiny Church is ontstaan op 28 juni 1993, nadat Swinda de Windt speciale Christelijke gebedssamenkomsten begon te houden in haar huis, voor Antillianen in de stad Groningen. In 1993 werden Johan en Tessa Proost aangesteld als voorgangers van deze groep. De groep groeide uit naar een kleine kerkgemeenschap en in 1994 gingen zij naar hun eerste gebouw aan de Lutkenieuwstraat, in Groningen. De officiële naam is New Destiny Church International (NDCI), gevestigd aan de Koningsweg 48 in Groningen.

## Ontwikkeling
Sinds haar ontstaan heeft Destiny Church een snelle ontwikkeling doorgemaakt. De kerk groeide van 60 naar 500 personen, waardoor een nieuwe organisatiestructuur nodig werd. Daarom besloot het toenmalige bestuur in 1995 het roer compleet om te gooien, zodat de gemeente beter en makkelijker bestuurbaar werd. De kerk sloot zich aan bij een apostolische en charismatische stroming binnen in de Pinksterbeweging. Met name door de studies van apostel George Lee †, CWC en dr. Noel Woodroffe, veranderde deze gemeente in een stabiele apostolische en charismatische kerkorganisatie.
Johan Proost, de voorganger van Destiny Church, was reeds bekend met de terminologie en cultuur van de Apostolische beweging, omdat hij tot zijn 17e jaar lid was van Het Apostolisch Genootschap.
Sinds 2005 is Destiny Church een autonome kerkgemeente, die meerdere Destinykerken gesticht heeft in onder meer Aruba, Brazilië, Mexico en Portugal.

## Sociaal werk
Destiny Church heeft een project met de naam Aspenaz, dat met name gericht is op Antilliaanse en Arubaanse jongeren. De naam Aspenaz verwijst naar een hoge ambtenaar van Nebukadnezar II die in het Bijbelboek Daniël genoemd wordt en die jongeren vormde voor een maatschappelijk succesvolle carrière. Aspenaz staat jongeren bij in hun scholing, onder andere bij schoolkeuze, studievoortgang of scriptie en bij problemen op school.